# Слободан Узелац
Слободан Узелац (Какма, 9. август 1947) је дефектолог и професор Универзитета у Загребу, те бивши друштвени радник и политичар. Био је потпредседник Владе Републике Хрватске од 2008. до 2011. године и први Србин на тој функцији од самосталности. Био је дугогодишњи председник Српског културног друштва „Просвјета“.

## Биографија
Рођен је у месту Какма у Далмацији између Биограда и Бенковца. Гимназију је завршио у Задру. У Загребу је прво дипломирао а и магистрирао школску медицину на Медицинском факултету 1973. године. Докторирао је дефектологијске науке на Дефектолошком факултету у Београду 1981. године. Следеће године постаје доцент на Факултету за дефектологију у Загребу на којем је до тада био асистент. На Едукацијско-рехабилитацијском факултету у Загребу је 1987. године изабран за изванредног професора, а 1999. године за редовног професора. Предавао је и на Универзитету Пен Стејт, САД.
Аутор је педесетак научних и двадесетак стручних радова из области социјалнопедагошког рада с младима. Водитељ је и сарадник на неколио научних и стручних пројеката везаних за делинквенцију и криминалитет деце и младих. Био је председник Српског демократског форума и задњи секретар Градског комитета Савеза комуниста Хрватске у Загребу. Председник СКД „Просвјета“ био је од 1996. до 2002. године. Члан је и Привредниковог Патроната.
У Министарству науке, образовања и спорта Владе Републике Хрватске изабран је 2004. године за државног секретара. У другој Влади Иве Санадера изабран је 12. јануара 2008. године за потпредседника Владе и тако постао први Србин на тој функцији. Након хрватског признања независности Косова, 19. марта 2008. године, дао је мандат на располагање, али председник Владе Републике Хрватске Иво Санадер то није прихватио.
У Влади Јадранке Косор био је потпредседник Владе задужен за друштвене делатности и људска права. На парламентарним изборима 2011. био је носилац листе СДСС-а у 9. изборној јединици. После избора вратио се предавањима на Универзитету у Загребу на Едукацијско-рехабилитацијски факултет.
На изборима за председника СКД „Просвјета“ у мају 2012. године изгубио је од Чедомира Вишњића.